# Ambrus
Ambrus [ambrús] je gručasto središčno naselje v Občini Ivančna Gorica. Nahaja se v zahodnem delu Suhe krajine ob cesti Zagradec - Žvirče na severozahodnem robu večje uvale ter na južnem pobočju Kamnega vrha in vzhodnem pobočju Marofa. Ob delavnikih je kraj povezan z redno avtobusno linijo preko Ivančne Gorice z Ljubljano.
Jedro vasi je okrog župnijske cerkve sv. Jerneja. K Ambrusu sodita zaselka Izak in Lazar. V smeri sever - jug poteka obsežna suha dolina. Površje je zakraselo, njive in travniki so urejeni v terase. Pod naseljem je izvir B'č.
Leta 2006 je zaselek Dečja vas v bližini naselja pritegnil pozornost slovenskih medijev zaradi protesta njegovih prebivalcev proti romski družini Strojan, ki mu je sledila preselitev omenjene družine.

## Ambrus v drugi svetovni vojni
Spomladi in poleti leta 1942 je bil v Ambrusu eno od središč osvobojenega ozemlja na Dolenjskem. V Ambrusu je bila 16. julija 1942 ustanovljena Tomšičeva brigada. Po veliki italijanski ofenzivi se je v Suhi krajini razmahnilo belogardistično gibanje. V okviru akcije partizanskih brigad proti vaškim stražam v Suhi krajini je sredi marca 1943 Tomšičeva brigada napadla postojanko v Ambrusu in jo skoraj popolnoma uničila. Pogosti boji z domobranskimi enotami v okolici Ambrusa so bili tudi jeseni 1944 in pomladi 1945.